# Дворец
Дворецът е голяма жилищна сграда с представителни функции, която се използва за дом или резиденция на държавен глава или на друга личност с високо обществено положение.
В днешно време, много дворци са преобразувани и функционират като сгради, в които се помещават различни органи на държавната власт като например парламента или служат като музеи или галерии.
Дворците започват да бъдат строени след края на феодалната епоха, когато замъците губят своето предназначение за защита.

## Произход и значение на думата
Използването на думата дворец (на английски: Palace) за описание на кралската резиденция, произлиза от името на един от седемте хълма в Рим, Палатинския хълм, на който са били издигнати първите резиденции на управляващите Римската империя, при нейното основаване.